# Leon Luini
Leon Luini (19 de noviembre de 2000) es un deportista neerlandés que compite en voleibol, en la modalidad de playa. Ganó una medalla de plata en el Campeonato Europeo de Vóley Playa de 2023, en el torneo masculino.

## Palmarés internacional
| Campeonato Europeo | Campeonato Europeo | Campeonato Europeo | Campeonato Europeo |
| Año                | Lugar              | Medalla            | Pareja             |
| ------------------ | ------------------ | ------------------ | ------------------ |
| 2023               | Viena (Austria)    | Medalla de plata   | Yorick de Groot    |